# Michel Lécureur
Michel Lécureur, né le 31 août 1941 à Deauville (Calvados), est un écrivain français spécialisé dans les biographies et les ouvrages sur la Normandie.

## Biographie
Michel Lécureur fut professeur de lycée puis enseignant à l'université du Havre où il a été directeur des études du département de gestion de l'IUT, puis fondateur et directeur de l'Institut Universitaire Professionnalisé -Commerce international. Il a préfacé et dirigé la publication des œuvres de Marcel Aymé parues aux éditions de la Pléiade. Il vit actuellement au Havre.
Agathe Fallet ("Le braconnier de Dieu", Bleu autour, 2020) dit de lui : « Biographe talentueux et éclectique (Barbey d'Aurevilly, René Fallet, Raymond Queneau, Marcel Aymé). Exégète incontournable de Marcel Aymé, dont il a édité chez Gallimard dans la Pléiade les oeuvres romanesques. Ami posthume de René Fallet à qui il rend visite chaque année dans son cimetière de Thionne. Normand, il est apprécié pour ses talents dans le pressurage du cidre et la cuisson du homard. »

## Publications
- "Les personnages féminins dans l'oeuvre de Jules Barbey d'Aurevilly". Faculté des Lettres de Caen, 1968 (essai)
- La Comédie humaine de Marcel Aymé, La Manufacture, 1985 (essai)
- "La fille du shérif". Gallimard, 1987 (nouvelles de Marcel Aymé)
- "Marcel Aymé". La Manufacture, 1988 (biographie)
- "Du côté de chez Marianne. Gallimard, 1989 (articles de M. Aymé)
- Manoirs du Pays de Caux, Charles Corlet, 1992
- "Vagabondages". La Manufacture, 1992. (Textes de M. Aymé)
- La Franc-maçonnerie au Havre 1738-1815, Bertout, 1994 (co-auteur)
- "Confidences et propos". Les Belles Lettres, 1996 (Textes de M. Aymé)
- "Rire à l'école" (chapitre 11). De Boeck Université, 1997 (essai)
- "De l'amour et des femmes". Les Belles Lettres, 1997 (Textes de M. Aymé)
- "Marcel Aymé, un honnête homme". Les Belles Lettres, 1997 (biographie)
- Chapelles et églises rurales en Pays de Caux, Bertout, 1997 (co-auteur)
- "Œuvres romanesques complètes de Marcel Aymé". Pléiade II. Gallimard, 1998
- "Postface à -En passant- de Raymond Queneau". Folio junior-Gallimard, 2000
- L'Europe des écrivains, de Cervantes à Tourgueniev, Les Belles Lettres, 2000
- "Marcel Aymé: Lettres d'une vie". Les Belles Lettres, 2001 (Correspondance)
- "Œuvres romanesques complètes de Marcel Aymé". Pléiade III. Gallimard, 2001
- Albums de la Pléiade : Marcel Aymé, bibliothèque de la Pléiade, éditions Gallimard, 2001
- "L'Abbaye de Montivilliers". Corlet, 2001
- Raymond Queneau, Les Belles Lettres, 2002 (biographie)
- Les Chemins et les rues de Marcel Aymé, Éditions Tigibus, 2002 (photos de Thierry Petit)
- "Théâtre complet de Marcel Aymé". Gallimard, 2002
- "Marcel Aymé: écrits sur la politique". Les Belles Lettres, 2003. (Textes de M. Aymé)
- "Châteaux et manoirs du Pays de Caux". Editions des Falaises, 2004
- "René Fallet: Chroniques littéraires du Canard enchaîné (1952-1956)". Les Belles Lettres, 2004 (articles de René Fallet)
- René Fallet, le braconnier des lettres, Les Belles Lettres, 2005 (biographie)
- " Maupassant: Contes et nouvelles du bord de mer/ Contes et nouvelles de la campagne". Éditions des Falaises, 2005 (Préfaces)
- " René Fallet: Chroniques de la vie quotidienne". Les Belles Lettres, 2006 (articles de René Fallet)
- Barbey d'Aurevilly, l'ensorcelé du Cotentin, Editions Magellan, 2007 (essai)
- Les Normands, pionniers du sport, Éditions des Falaises-PTC, 2007
- Barbey d'Aurevilly, le Sagittaire, Fayard, 2008 (biographie, prix de l'Académie française 2009)
- Dans les pas de Guy de Maupassant, OREP, 2009 (essai)
- Pirates et corsaires de Normandie, Editions Magellan, 2011
- Aymé, Éditions Pardès, coll. Qui suis-je ?, 2014
- Marcel Aymé devant l'Histoire, Édilivre, 2017
- "Marcel Aymé: de l'anonymat à la célébrité". Edilivre, 2017 (biographie, volume I)
- "Marcel Aymé et les conflits". Edilivre, 2017 (biographie, volume II)
- "Marcel Aymé l'imprévisible" (article dans "Les Maudits" de Pierre Saint-Servant-La Nouvelle Librairie, 2019)
- "Le braconnier des Lettres". Bleu autour. 2020 (article sur René Fallet)

Sur le blog des Hôtels littéraires: 
"Lucie Aubrac et Marcel Aymé" (octobre 2023),
"Résurrection" (août 2024),
"Héloïse" (septembre 2024),
"Le boeuf clandestin" (octobre 2024,)
"Les Contes du chat perché" (novembre 2024),
"Conte de Noël" (décembre 2024),
"Patron" (janvier 2025), "La fille du shérif" (février 2025)," Le percepteur d'épouses" (mars 2025), "La mouche bleue" (avril 2025)," La carte et le décret" (mai 2025); "Chez Mmes de Sévigné et de Grignan" (juin 2025), "Le dernier" (juillet 2025)